# Суходіл (притока Дністра)

Суходіл (пол. Suchodół) або Будзин  (рос. Будзин) — річка в Україні, у Івано-Франківському районі Івано-Франківської області у Галичині. Права притока Дністра (басейн Дністра).

## Опис
Довжина річки 15 км, похил річки 9,5 м/км, площа басейну водозбору 53,1 км², найкоротша відстань між витоком і гирлом — 12,90  км, коефіцієнт звивистості річки — 1,16 . Формується лівим допливом та багатьма безіменними струмками. Річка тече на Покутті.

## Розташування
Бере початок на північно-східних схилах гори Дем'янка (326,9 м). Тече переважно на північний схід через Живачів, село Суходіл і у Будзині впадає у річку Дністер.
Населені пункти вздовж берегової смуги: Олеша, Одаїв.

## Цікаві факти
- У селі Живачів річку перетинає автошлях Р20[4].
- На лівому березі річки біля села Живачів розташована гора Глинка (350,6 м)[2].